# Fiore di maggio (Zucchero Fornaciari)
Fiore di maggio è un singolo del cantautore italiano Zucchero Fornaciari, pubblicato l'11 marzo 2022 come terzo estratto dall'album Discover.

## Descrizione
È una cover del brano omonimo di Fabio Concato. Si tratta della dedica di un padre alla propria figlia.

## Video musicale
Il 16 marzo 2022 è stato pubblicato il videoclip diretto da Gaetano Morbioli. Le due attrici protagoniste, Eva Valerio e Gabriela Marelli sono ritratte in territori selvaggi tra canyon, deserti e spiagge oceaniche, invocando l’immaginario di libertà e vita a contatto con la natura tipico dei nativi americani. Con loro anche un breve cameo di Zucchero, avvolto da una pelliccia colorata, come nella copertina di Discover. Il 18 marzo è stata pubblicata l'extended version del video, mentre l'11 marzo era stato pubblicato il video della canzone in versione unplugged eseguita dal vivo.